# マタドール・レコード
マタドール・レコード (Matador Records) は、アメリカのインディーズ・レコード・レーベルで、サブ・ポップなどと並んでアメリカを代表するインディー・レーベルの一つである。

## 略歴・概要
1989年にクリス・ロンバルディ (Chris Lombardi) によってニューヨークに設立。程なく元ホームステッド・レコードのジェラルド・コズロイ (Gerard Cosloy) も加わり、両者による共同経営となった。1993年にはアトランティック・レコードと提携し、一部作品はメジャーの配給網に乗ることになった。1996年にはパートナーがアトランティックからキャピトル・レコードに代わったが、1999年にその関係が終了した。2002年にベガーズ・グループ入りし、現在はニューヨークとロンドンにオフィスを構えている。
かつては米加英豪以外のアーティストのリリースにも積極的で、オランダのベティー・サーヴァートやソレックス、スイスのスポーツギター、そして日本のピチカート・ファイヴ、ギターウルフ、コーネリアスなどがマタドールと契約していた。

## 主要アーティスト
※過去に在籍したアーティストも含む
- アラブ・ストラップ (Arab Strap)
- アーソニスツ (Arsonists)
- ベル・アンド・セバスチャン (Belle and Sebastian)
- ベティー・サーヴァート (Bettie Serveert)
- ボーズ・オブ・カナダ (Boards of Canada)
- キャット・パワー (Cat Power)
- カム (Come)
- コーネリアス (Cornelius)
- ザ・フォール (The Fall)
- ガイデッド・バイ・ヴォイシズ (Guided by Voices)
- ギターウルフ (Guitar Wolf)
- ヘリウム (Helium)
- ホースガール (Horsegirl)
- インターポール (Interpol)
- ジョン・スペンサー・ブルース・エクスプロージョン (The Jon Spencer Blues Explosion)
- リズ・フェア (Liz Phair)
- マーク・アイツェル (Mark Eitzel)
- メアリー・ティモニー (Mary Timony)
- マトモス (Matmos)
- ミッション・オヴ・バーマ (Mission of Burma)
- モグワイ (Mogwai)
- ザ・ニュー・ポルノグラファーズ (The New Pornographers)
- ナイトメアズ・オン・ワックス (Nightmares on Wax)
- パフューム・ジーニアス (Perfume Genius)
- ペイヴメント (Pavement)
- ピチカート・ファイヴ (Pizzicato Five)
- プレストン・スクール・オヴ・インダストリー (Preston School of Industry)
- プリティー・ガールズ・メイク・グレイヴス (Pretty Girls Make Graves)
- クイーンズ・オブ・ザ・ストーン・エイジ（Queens of the Stone Age）
- レイルロード・ジャーク (Railroad Jerk)
- レッド・スナッパー (Red Snapper)
- ロバート・ポラード (Robert Pollard)
- ラン・オン (Run On)
- ソフト・ボーイズ (The Soft Boys)
- ソレックス (Solex)
- ソニック・ユース (Sonic Youth)
- スプーン (Spoon)
- スポーツギター (Sportsguitar)
- スティーヴン・マルクマス (Stephen Malkmus)
- スーパーチャンク (Superchunk)
- テクノ・アニマル (Techno Animal)
- ティーンエイジ・ファンクラブ (Teenage Fanclub)
- アンセイン (Unsane)
- ヨ・ラ・テンゴ (Yo La Tengo)